# 全国党的建设研究会
全国党的建设研究会，简称全国党建研究会，是中华人民共和国研究中国共产党“党的建设”理论与实践问题的全国性社会团体，由中共中央组织部主管。

## 历任会长
- 薛驹
- 吕枫
- 张全景
- 虞云耀
- 李景田